# Cinecittà (estación)
Cinecittà es una estación de la línea A del Metro de Roma. Se encuentra en la intersección de Via Tuscolana con las vías Torre Spaccata y delle Capannelle.
Recibe su nombre del complejo cinematográfico Cinecittà, ubicado en su entorno inmediato.

## Historia
La estación Cinecittà fue construida como parte del primer tramo (de Ottaviano a Anagnina) de la línea A del metro, entrando en servicio el 16 de febrero de 1980.